# 八月十一
八月十一，农历八月第十一天。

## 逝世
- 唐昭宗天佑元年八月十一，904年9月22日，唐昭宗李晔被杀，年38岁。唐昭宗李晔，原名杰，即位后改名敏，后改名晔。唐第19帝，倒数第2位皇帝。他在位16年间，李唐皇室已无实权，各藩镇借平定农民起义，逐渐扩大势力。当日，他被朱温杀害后，九子李柷被拥立即位，是为唐哀帝，四年后，唐朝灭亡。
- 日本天正十二年八月十一，1584年9月15日，筒井順慶，年36歲，日本大和國大名，從屬織田信長和羽柴秀吉。
- 后金天命十一年八月十一，1626年9月30日，努尔哈赤去世，年67岁。他25岁起兵，44年军事生涯中，共有十大贡献：⒈统一女真各部；⒉统一东北地区；⒊制定满族文字；⒋创建八旗制度；⒌促进满族形成；⒍建立后金政权；⒎丰富军事经验；⒏制定抚蒙政策；⒐推进社会改革；⒑确定政治前景。

## 参看
- 日历
- 八月初九 - 八月初十 - 八月十一 - 八月十二 - 八月十三
- 七月十一 - 八月十一 - 九月十一
- 正月 - 二月 - 三月 - 四月 - 五月 - 六月 - 七月 - 八月 - 九月 - 十月 - 十一月 - 腊月
- 公历8月11日